# Pamphlet

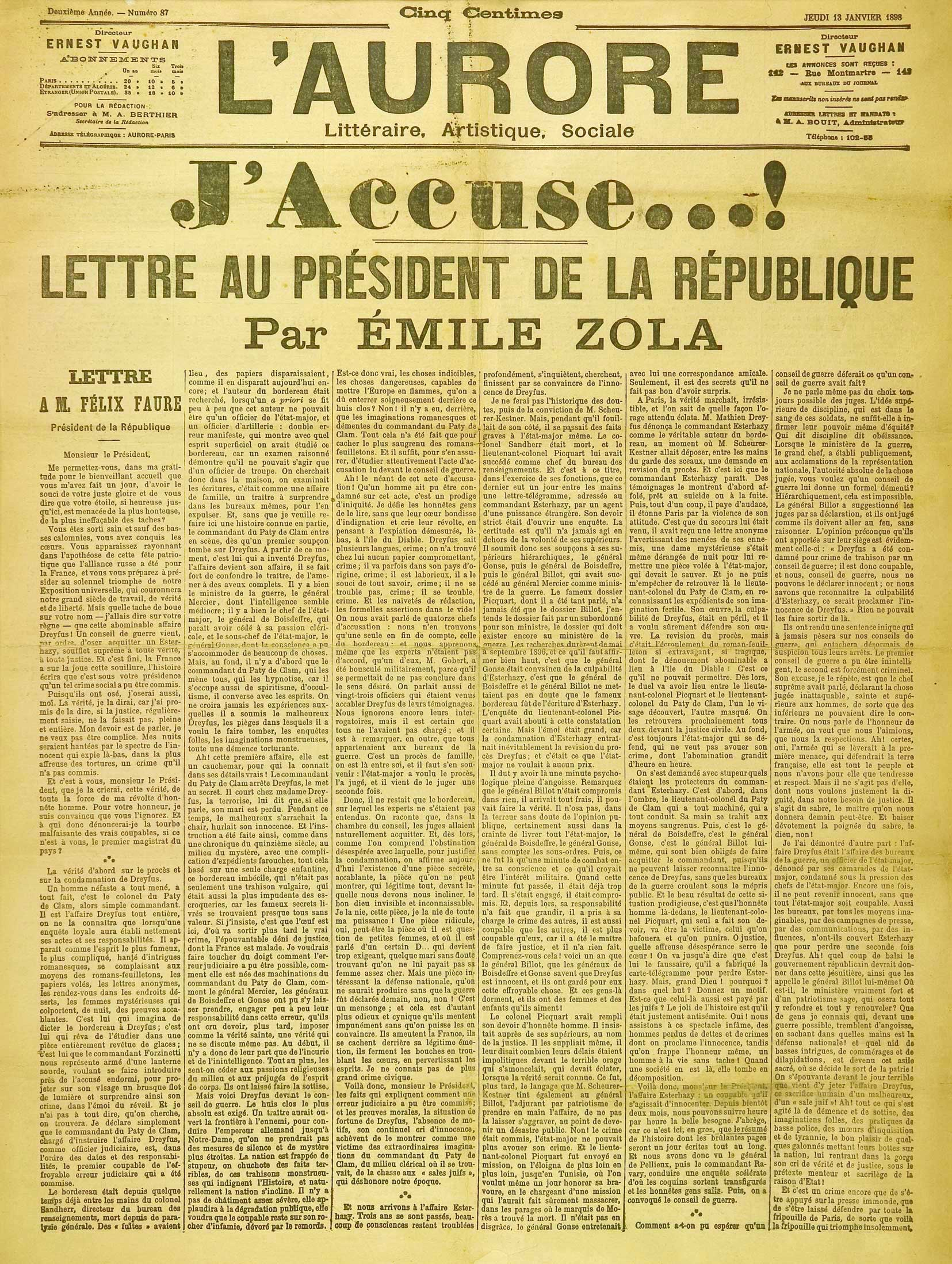
J'accuse, von Émile Zola. L'aurore, 13. Januar 1898

Ein Pamphlet oder eine Schmähschrift ist eine Schrift, in der sich jemand engagiert, überspitzt und polemisch zu einem wissenschaftlichen, religiösen oder politischen Thema äußert. Die sachliche Argumentation tritt dabei in den Hintergrund; die leidenschaftliche Parteinahme gegen eine Sache hingegen überwiegt bei der Argumentation. Die Herabsetzung einer anderen Person wird dabei billigend in Kauf genommen oder ist sogar das eigentliche Ziel des Pamphlets.
Diesem Ziel werden Argumentation, Sprachstil und besonders die rhetorische Ausgestaltung untergeordnet: der Herabsetzung des Gegners dienen etwa Verkleinerungsformen oder Tiermetaphern. Dennoch ist die Bezeichnung ‚Pamphlet‘ ursprünglich wertneutral als Bezeichnung eines Genres der politisch-religiösen Streitschriften gemeint.

## Wortgeschichte
Die Herkunft des Wortes Pamphlet ist nicht geklärt. Möglicherweise ist es von dem lateinischen Namen Pamphilus abgeleitet, dem Protagonisten des im 13. Jahrhundert sehr populären Liebesgedichts Pamphilus seu de amore. Die latinisierte Form des Namens zu panfletus dürfte die Wurzel für die englischen Begriffe pamphilet oder panflet und des französischen pamphillèt sein.
Das epische Gedicht de amore war außerordentlich bekannt, beliebt und weit verbreitet. Möglicherweise war das der Grund, dass der Name des Pamphilus Pate stand für im Umfang kleine, aber weit verbreitete Texte, ähnlich dem nicht seltenen Verfahren, dass der Name eines einzelnen Produkts zu einem Gattungsnamen wird. Vergleichbar wäre in der Literatur- und Sprachgeschichte der Zusammenhang zwischen dem Eigennamen des Pasquino und der Bezeichnung Pasquill für eine Spott- und Schmähschrift.
Im Mittelenglischen war es noch die Bezeichnung für jeden gedruckten Text, der zu kurz war, um als Buch gebunden zu werden. Seit dem 15. Jahrhundert nahm es dann die Bedeutung kleines Werk oder Büchlein an, erst seit dem 18. Jahrhundert wird es zunehmend abwertend als polemisch und aggressiv konnotiert.
Im gegenwärtigen Sprachgebrauch hat der Begriff ‚Pamphlet‘ einen eindeutig herabsetzenden Beiklang. Mit dieser Bezeichnung kann jede in Schriftform geäußerte engagierte Stellungnahme in einem Streitfall als ‚unsachlich‘ oder ‚niveaulos argumentierend‘ abqualifiziert und eingestuft werden. Aus einer Genrebezeichnung ist damit im Laufe der Zeit eine Benennung mit negativer Wertung geworden.

## Vertrieb und Verbreitung
Pamphlete wurden vormals eher selten über den Buchhandel vertrieben, sondern erreichten ihre Adressaten auf anderen Wegen. Bis ins 19. Jahrhundert waren es ambulante Händler, Hausierer und Straßenverkäufer, von denen die Broschüren und Flugschriften zum Leser gebracht wurden. Als im weiteren Verlauf Pamphlete zunehmend als Mittel der Meinungsbildung und Propaganda im politischen Kampf und bei tagesaktuellen sozialen und kulturellen Streitfragen im weitesten Sinn eingesetzt wurden, traten Parteien und Interessengruppierungen zunehmend als Verteiler auf.

## Bekannte Pamphlete

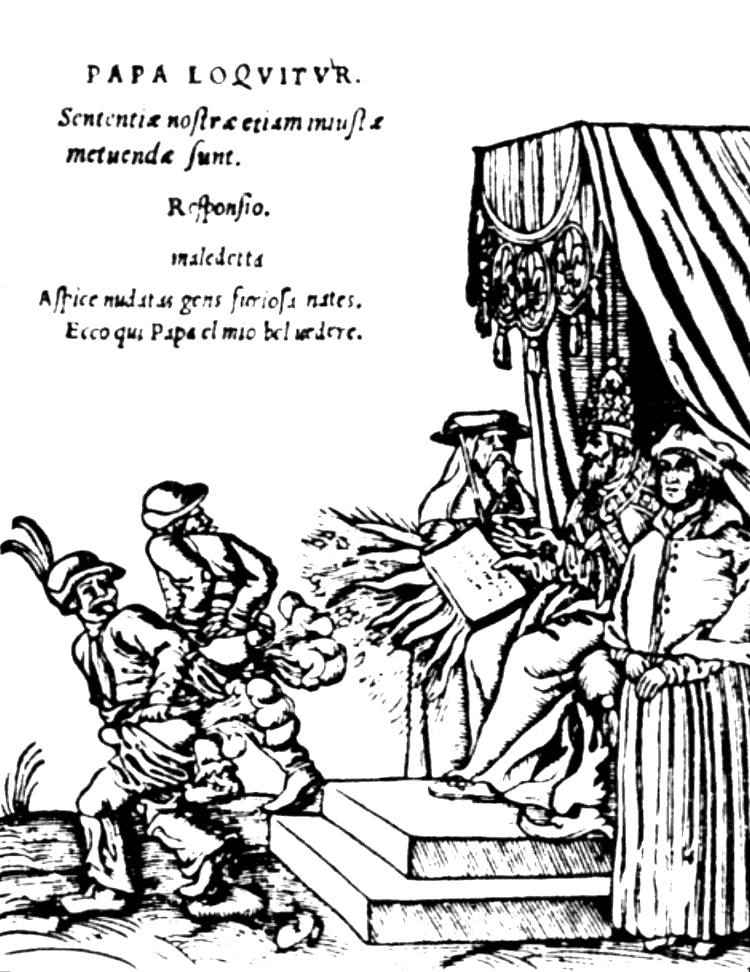
Cranach: Papa loquitur (1545)

Ein Beispiel für ein Pamphlet ist Buback – Ein Nachruf. In dieser Schrift verurteilt ein zum Zeitpunkt der Veröffentlichung unbekannter Verfasser den Mord an dem Generalbundesanwalt, äußert aber zugleich „klammheimliche Freude“ über die Tat.
Das wohl berühmteste Pamphlet wurde von dem französischen Schriftsteller Émile Zola 1898 zur Dreyfus-Affäre als offener Brief an den Präsidenten der französischen Republik unter dem Titel J’accuse („Ich klage an“) verfasst. Im Anschluss an dieses Pamphlet, das den Vorwurf des Antisemitismus enthielt, musste Zola eine Zeit lang ins Exil gehen. Später wurde der von Zola in seiner Schrift verteidigte, kriegsgerichtlich verurteilte jüdische Hauptmann Alfred Dreyfus rehabilitiert. In gewisser Weise lassen sich auch einige Werke von Karl Marx und Friedrich Engels (Manifest der Kommunistischen Partei) oder Friedrich Nietzsche (beispielsweise Der Antichrist) trotz ihres hohen denkerischen und sprachlichen Niveaus als Pamphlete, im Sinne von Kampfschriften, einordnen.
Weitere bedeutende Pamphlete sind Adolf Hitlers politisch-ideologische Propaganda-, Hetz- und Programmschrift Mein Kampf, in der unter anderem diffamierend zur Vernichtung des Judentums aufgerufen wird, sowie die illustrierten Spottschriften des Reformators Martin Luther auf den Papst. Die zehn Holzschnitte sind in Buchform erschienen und entstanden im Jahre 1545 in der Werkstatt von Lucas Cranach in Wittenberg. Originalgrafiken dieser Serie wurden im März 2006 bei einer Auktion auf Schloss Hagenburg zum Preis von 250.000 Euro versteigert.